# Oleg Skripka
Pour les articles homonymes, voir Skripka.
Oleg Yuriyovych Skripka (ukrainien : Оле́г Ю́рійович Скри́пка, russe : Олег Юрьевич Скрипка ; né le 24 mai 1964) est un musicien, compositeur ukrainien, et leadeur du groupe Vopli Vidopliassova,.

## Biographie
Oleg Skripka est né le 24 mai 1964 à Sovietobad (Советабад, Sovietabad), au Tadjikistan, dans une famille d'émigrés ukrainiens. Il passe son enfance dans la région de Mourmansk, en Russie. Skripka termine la faculté radiotechnique de l'Institut polytechnique de Kiev avant de devenir un musicien célèbre. Son groupe, Vopli Vidopliassova, est créé la même année. Oleg Skripka devient membre du rock-club à Kiev, et reçoit sa première paie en tant que musicien lors d'un festival de rock qui se déroule dans la capitale. L'Ukraine se souvient encore d'un titre à succès de Skrypka, Les danses en 1987.
En 1990, le groupe part en tournée en France et en Suisse, et le journal français Le Monde publie un article sur ce groupe ukrainien pendant sa tournée[réf. nécessaire]. À l'époque, le musicien, également ingénieur, part avec son groupe en France dans le cadre d'un programme d'échanges culturels entre l'Union soviétique et les pays européens. En 1996, Oleg Skripka retourne à Kiev. Dès lors, il commence activement à donner des concerts (à la fois en Ukraine et en Russie).
En 2000, Oleg Skripka devient l'un des organisateurs du festival Kraїna mriї. Ce festival débute dix ans après l'apparition de la chanson et album éponyme de VV. En 2009, un groupe de militants propose la candidature de Skripka aux élections présidentielles ukrainiennes, mais le musicien refuse,.
En 2012, Skripka devient entraîneur de la nouvelle émission ukrainienne de chants The Voice of Ukraine (Holos Krayiny) sur la chaîne 1+1.

## Vie privée
La première femme de Skripka, Marie Rebaud, est française d'origine catalane. Skripka vit avec elle pendant sept ans. Ils font connaissance après l'arrivée de Skripka à Paris en 1990. Marie était la seule fille de la bande qui connaissait l'anglais. Elle traduisait et aidait les uns et les autres à communiquer et à se comprendre[Quoi ?]. Elle est comédienne, puis plus tard devient le manager de VV. Cette union se termine lorsque Skripka décide de rentrer seul en Ukraine entrainant leur divorce [Quoi ?]. Skripka vit actuellement en union libre avec Natalia Sid, ils ont quatre enfants[réf. nécessaire].

## Discographie
- 2001 — Inkoly
- 2004 — Vidrada
- 2009 — Sertse u mene vrazlyve
- 2011 — Zhorzhyna